# Nils Hannerz
Nils Hannerz, ursprungligen Persson, född 22 maj 1866 i Långaröd i Malmöhus län, död 17 april 1951, var en svensk lärare och teolog, känd från Djävulsstriden 1909.
Vid Lunds universitet blev han 1889 filosofie kandidat samt tog 1891 teoretisk teologisk examen och 1893 praktisk teologisk examen. Han studerade 1892–1893 i Berlin.
Han arbetade 1894–1899 som vice lektor i Kristianstad, 1899–1901 som extra lärare i Ystad, 1901–1903  i Karlskrona, där han 1903 blev adjunkt, 1904 i Norrtälje, 1906–1931 lärare vid borgarskolan, 1906–1931 adjunkt vid Kungsholmens allmänna läroverk i Stockholm, 1907–1935 som predikant vid Stockholms hospital och 1908 som predikant vid sjukhuset Eira. Han blev 1922 pastorsadjunkt i Tyska församlingen i Stockholm. Med statsunderstöd reste han 1906 till Tyskland och Schweiz för pedagogiska studier och för studiet av religionsvården vid sinnessjukhusen. 
År 1909 blev han centralfigur i kulturdebatten Djävulsstriden. Han hävdade att kyrkan inte var så omodern att de skulle avsätta en präst som hävdade att djävulen bara vara symbolisk. Dagens Nyheters redaktör Anton Karlgren anmälde, i samförstånd, Nils Hannerz till Stockholms konsistorium för att sprida irrlära. Nils Hannerz blev inte avsatt, men hans beteende klandrades. Det ledde ändå till att Dagens Nyheter förklarade att djävulen var död.
Han var 1934 en av stiftarna av samfundet Manhem, 1937 av riksföreningen Sverige–Tyskland och 1941 av Samfundet för germansk kulturforskning.
Sina tidningsartiklar brukade han signera En statskyrkopräst.
Han gifte sig 1895 i Karlskrona med Agnes Lundborg (1873–1949). De är begravda på Norra begravningsplatsen utanför Stockholm.